# シャン族
シャン族（シャンぞく、ビルマ語: ရှမ်းလူမျိုး ビルマ語発音: [ɕœ́n lùmjó] シャン・ルーミョー; 大タイ族）は、インドシナ半島に広がっているタイ系諸族の1つで、タイ国のタイ人を構成する小タイ族（シャム人）などと同系の民族である。シャン (Shan) 、タイ・ヤイ (Thai-yai) 、パイ・イ (Pai-y) ともいわれ、中国人はこれを擺夷・白夷とも呼んでいる。一般にはミャンマーのシャン州の平地に住んでいるシャン人をさしている。人種は南部モンゴロイド（新モンゴロイドの一種）とインドシナ人種（古モンゴロイドの一種）の混血である。
なおシャンとはタイ族を呼ぶために外国が用いていたシャムの語がビルマ語風に訛ったものである。
ちなみにタイ王国内における標準タイ語ではシャン族のことを主にタイ・ヤイ (大タイ族、タイ語: ไทใหญ่) と呼ぶ。また、ギアオ (タイ語: เงี้ยว)、タイ・ルワン (タイ語: ไทยหลวง) などの呼称もある。

## 民族性
シャン族は5つの主要集団に分類することができる。中国では、タイ・ルー族とタイ・ヌーア族をタイ族に分類する。居住地域に従ってシャン族を分類する場合、ビルマ・シャン (Burmese Shan) 、中国シャン (Chinese Shan) 、カムティ・シャン (Khamti Shan) の3つに大別する場合もある。：
| 民族名                                  | 英語                      | シャン語 | タイ語    | ビルマ語 | 居住地域                                           |
| --------------------------------------- | ------------------------- | -------- | --------- | -------- | -------------------------------------------------- |
| タイ・ヤイ族                            | Tai Yai, "Shan Proper"    | တႆးယႂ်ႇ       | ไทใหญ่     |          | シャン州                                           |
| タイ・ルー族                            | Tai Lue (Tai Lü)          | တႆးလိုဝ်ႉ      | ไทลื้อ      |          | 西双版納タイ族自治州(中国)またはミャンマー東部各州 |
| タイ・クーン族 (クーン族、ゴンシャン族) | Tai Khuen, Khün, Gon Shan | တႆးၶိုၼ်      | ไทขึน, เขิน | ဂုံရှမ်းလူမျိုး    | シャン州チャイントンの多数派                       |
| タイ・ヌーア族                          | Tai Neua (Tai Nüa)        | တႆးၼိူဝ်      | ไทเหนือ    |          | 徳宏タイ族チンポー族自治州(中国)                   |
| タイ・カムティ族                        | Tai Khamti (Tai Khampti)  |          | คำตี่       |          | アッサム州(インド)またはマニプル州(インド)         |

## 勢力
人口は約200万でミャンマー国内ではビルマ人に次ぐ。政治的には自治州としての形態を保っている。各州内には村民に選出された村長がいる。親族の組織は単純で、氏族のような単系的親族集団は見られず、夫婦とその子供からなる「小家族」が村組織の単位をなしている。
なお、タイ国内にもシャン族が住んでおり、北部・メーホンソーン県にはシャン語を母語とする集団が存在する。

## 生活
古くからの稲作農耕民で、人工灌漑の水田は水牛によって鋤で耕す。稲のほかにトウモロコシや豆類、サトウキビや果物の栽培も盛んである。家は全て東南アジア特有の杭上家屋の様式をとり、床下は多く畜舎として利用されている。

## 宗教
ビルマ人・タイ人・ラオス人などと同様に上座部仏教を信仰し、村落には必ずワットといわれる寺院がある。シャン人の男性は原則として一生に一度は僧としての修行を積むことになっているが、僧の権力は非常に強い。仏教の他に、ピーまたはナットと呼ばれるアニミズム崇拝も深く浸透している。過去には男に入墨をする習俗があったが、現在ではほとんど消滅している。

## 難民キャンプ
主にシャン族が居住する難民キャンプは1か所ある。
| キャンプ名                 | 県           | 郡               |
| -------------------------- | ------------ | ---------------- |
| ウィエンヘーン難民キャンプ | チエンマイ県 | ウィエンヘーン郡 |